# Willibald Köhler
Willibald Erhard Köhler (* 6. September 1886 in Beuthen, Oberschlesien; † 25. Oktober 1976 in München) war ein deutscher Schriftsteller und Lehrer.

## Leben
Willibald Köhler, Sohn einer alteingesessenen Familie aus dem oberschlesischen Beuthen, belegte nach dem Abitur ein Studium der Anglistik und Germanistik an den Universitäten Breslau, Berlin, Genf und Oxford. Nach dem Studienabschluss unterrichtete der später zum Studienrat ernannte Köhler zunächst am humanistischen Gymnasium in Oppeln, anschließend am Realgymnasium in Neisse, unterbrochen durch den Ersten Weltkrieg, in dem er als Offizier diente. In Neisse übernahm er 1936 die Leitung des Deutschen Eichendorff-Museums.
Nach seiner Vertreibung aus Schlesien trat Willibald Köhler 1946 eine Stelle an der Staatlichen Realschule in Miesbach an, die er bis zu seiner Verabschiedung in den Ruhestand im Jahre 1949 innehielt. 1954 übernahm er die Leitung des Eichendorff-Museums und -Archivs in Wangen im Allgäu. Köhler, einer der bedeutendsten schlesischen Schriftsteller seiner Zeit, wurde 1923 mit dem Eichendorff-Preis, 1953 mit dem Siling-Ring, 1957 mit dem Großen Bundesverdienstkreuz, 1961 mit der Goldenen Medaille der Eichendorff-Stiftung und der Goldenen Eichendorff-Medaille der Stadt Wangen sowie 1966 mit dem Ehrenpreis des Eichendorff-Literaturpreises ausgezeichnet. Willibald Köhler, der mit Erna geborene Prillwitz verheiratet war, mit der er fünf Kinder hatte, verstarb 1976 90-jährig in München.

## Werke (Auswahl)
- Antäus. Erzählungen. Franz Borgmeyer Verlag, Hildesheim 1925.
- Die Spiegelbrücke. L. Heege, Schweidnitz 1926.
- Der Ahne. Gedichte. L. Heege, Schweidnitz 1928.
- Angelus Silesius (Johannes Scheffler). Georg Müller, München 1929.
- Sehnsucht ins Reich. Ein Grenzlandschicksal. Roman. Kösel & Pustet, München 1933.
- Die getreuen Füße. Zwei Erzählungen. Kupfer, Breslau 1935.
- Vitigo. Eine Erzählung aus der Mongolenzeit. Deutscher Volksverlag, München 1941.
- Fangt in Euch mit dem Paradiese an. Ein Führer zu Hermann Stehr. Haushamer Werkdruck, Hausham 1952.
- Joseph von Eichendorff. Ein Dichterleben in 11 Kapiteln. Oberschlesischer Heimatverlag, Augsburg 1957.
- Die gelbe Wolke. Eine Erzählung aus der Mongolenzeit. 2., umgearbeitete Auflage. Oberschlesischer Heimatverlag, Augsburg 1960.
- Ein Leben in Oberschlesien und anderswo. Oberschlesischer Heimatverlag, Augsburg 1963.